# جون نيلسن (لاعب كرة قدم)
جون نيلسن هو رياضي ولاعب كرة قدم دنماركي، ولد في 7 أبريل 1972 في آرهوس في الدنمارك. لعب مع نادي فيبورج.

## وصلات خارجية
- جون نيلسن على موقع قاعدة بيانات كرة القدم.إي يو (الإنجليزية)
- جون نيلسن على موقع Soccerbase.com (لاعب) (الإنجليزية)